# Sofia Sjöborg
Sofia Sjöborg, född 7 maj 1998, är en svensk ryttare som tävlar i fälttävlan.
Sjöborg utbildar sig till ingenjör vid universitet i Bath. Hon placerade sig på 13:e plats vid EM 2023, och ingick i det svenska laget vid VM 2022. Hon är uttagen till det svenska laget i fälttävlan vid OS 2024.